# شهرستان افینگهام (ایلینوی)
شهرستان افینگهام، (به انگلیسی: Effingham County) شهرستانی در ایالت ایلی‌نوی ایالات متحده امریکا و بر طبق سرشماری ۲۰۱۰ این شهرستان ۳۴۲۴۲ نفر جمعیت داشته‌است.
طبق سرشماری ۲۰۱۰، مساحت این شهرستان ۱۲۴۳٫۲ کیلومتر مربع وسعت داشته که از این مقدار ۰٫۲۶ درصد آب و ۹۹٫۷۴ درصد خشکی می‌باشد.
این شهرستان در ۱۸۵۵ از شهرستان فایتی و شهرستان کروفورد جدا شد. این شهرستان نام خود را از تامس هوراد سومین دوک افینگهام، چون از جنگ بر ضد کلونی نشینان خودداری کرد و استعفا داد، گرفته‌است.

## نگارخانه

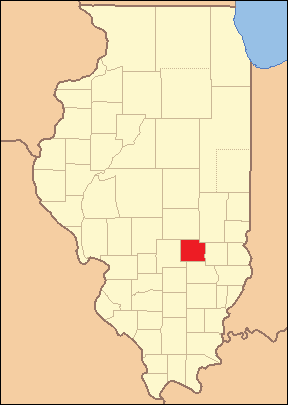

## همسایگان و راه‌ها
همسایگان این شهرستان عبارتند از:
- شمال:
- شمال‌شرق: شهرستان کومبرلند
- شرق: شهرستان جاسپر
- جنوب‌شرق:
- جنوب: شهرستان فایتی
- جنوب‌غرب: شهرستان شل‌بای
- غرب:
- شمال‌غرب:

راه‌های اصلی این شهرستان:
1. بزرگراه میان‌ایالتی ۵۷
2. بزرگراه میان‌ایالتی ۷۰
3. بزرگراه ۴۰ ایالات متحده
4. بزرگراه ۴۵ ایالات متحده
5. جاده ۳۲ ایلی‌نوی
6. جاده ۳۳ ایلی‌نوی
7. جاده ۱۲۸ ایلی‌نوی

## شهرها
- آلتمونت، ایلی‌نوی
- افینگهام، ایلی‌نوی، مرکز شهرستان